# Gilbert Maes
Gilbert Maes (* 4. Februar 1938 in Sint-Niklaas) ist ein ehemaliger belgischer Radrennfahrer und nationaler Meister im Radsport.

## Sportliche Laufbahn
Maes war im Straßenradsport und im Bahnradsport aktiv. Als Amateur gewann er 1957 und 1960 eine Etappe der 9-Provinzen-Rundfahrt sowie 1959 und 1960 das Eintagesrennen Omloop der Vlaamse Gewesten. Er startete für den Verein „Hoboken WAC“. Im Amateurrennen der Straßenradsport-Weltmeisterschaften 1960 wurde er 15. Mit der Nationalmannschaft bestritt er 1960 die schwedische Radsportwoche und gewann dort zwei Rennen.
Von 1960 bis 1968 war Maes Unabhängiger und Berufsfahrer. Er siegte im Grote Prijs Stad Sint-Niklaas 1962 und 1963, im Omloop van het Leiedal 1962 sowie bis 1966 in einer Reihe von Kriterien in Belgien. Zweiter wurde Maes 1961 im Omloop der Vlaamse Gewesten. Dritter wurde er im Kampioenschap van Vlaanderen 1964 und im Schaal Sels 1965.
Auf der Bahn gewann Maes die nationale Meisterschaft im Zweier-Mannschaftsfahren 1963 und 1964 mit Lucien Demunster als Partner. 1967 und 1968 wurde er Vizemeister. 1961 kam er im Sechstagerennen von Antwerpen auf den 2. Platz.